# Mariana Cherdivară
Mariana Cherdivară-Eșanu (Bahu, 15 de septiembre de 1992) es una deportista moldava que compite en lucha libre. Ganó una medalla de plata en el Campeonato Europeo de Lucha de 2017, en la categoría de 58 kg.

## Palmarés internacional
| Campeonato Europeo | Campeonato Europeo | Campeonato Europeo | Campeonato Europeo |
| Año                | Lugar              | Medalla            | Categoría          |
| ------------------ | ------------------ | ------------------ | ------------------ |
| 2017               | Novi Sad (Serbia)  | Medalla de plata   | 58 kg              |